# Monte Corvo
De Monte Corvo (2623 m) is een top van het westelijke deel van het bergmassief Gran Sasso. De top ligt op de grens van de Abruzzese provincies Teramo en L'Aquila. Door zijn wat afgelegen positie behoort de Monte Corvo tot de minst beklommen toppen van het massief. Het belangrijkste vertrekpunt voor de beklimming van de berg is Prato Selva. Vanuit dit dorp duurt de tocht naar de top ongeveer vierenhalf uur. Onderweg wordt de berghut Rifugio del Monte (1614 m) gepasseerd.